# Paleoantropología

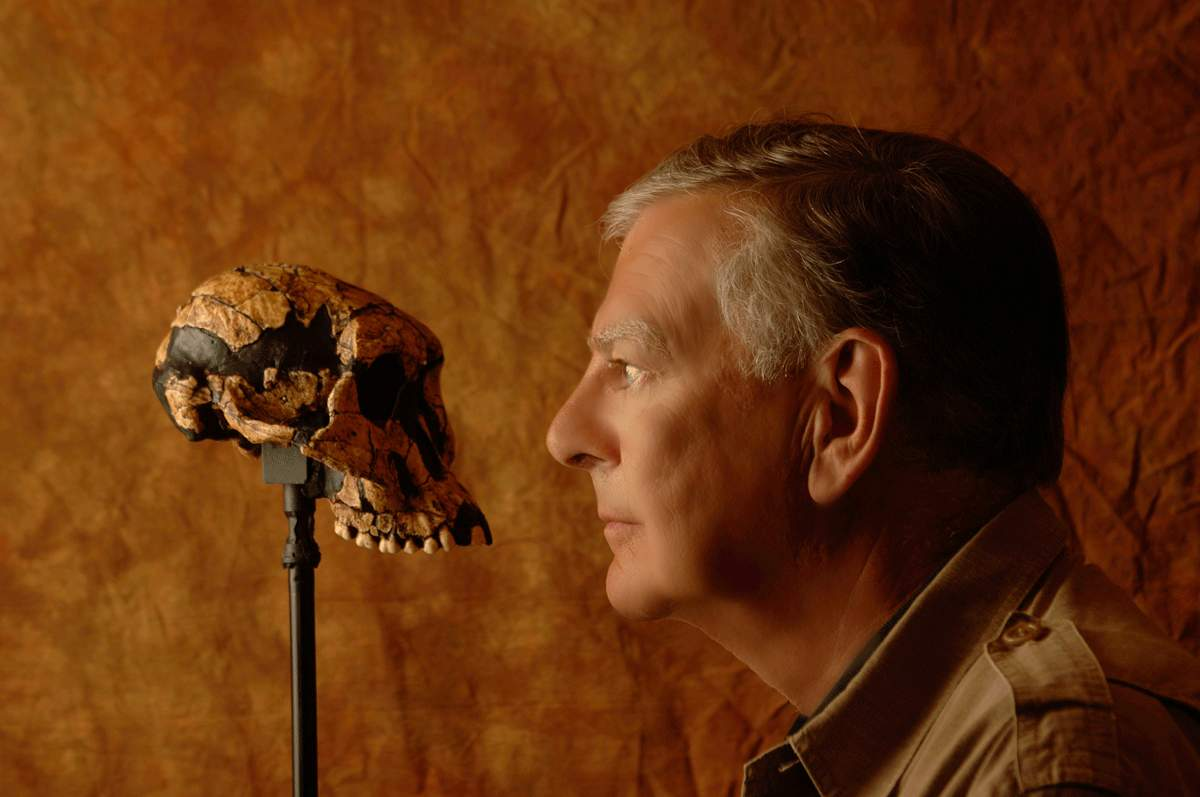
El paleoantropólogo Donald Johanson junto a una réplica del cráneo de Lucy, cuyos restos fósiles sirvieron para definir la especie Australopithecus afarensis.

La paleoantropología (del griego, παλαιός, paleos, "antiguo"; άνθρωπος, anthropos, "ser humano"; y λογος, logos, "conocimiento") es la rama de la antropología física y de la paleobiología que se ocupa del estudio de la evolución humana y su registro fósil, en otras palabras de los homínidos antiguos. A veces, también puede ser conocida como paleontología humana.
Esta ciencia trabaja principalmente con fósiles que se rastrean hasta varios millones de años, por lo que está estrechamente vinculada también a la paleontología, la geología, la paleoecología, la biología, la genética y la primatología. La paleoantropología busca analizar e interpretar los datos del pasado humano con el objetivo de explicar el surgimiento del hombre y sus sucesivos cambios que se produjeron a través del tiempo. 
Otro vínculo estrecho es el que tiene con otra de las ramas de la antropología, que es la arqueología. Esta pone énfasis en los aspectos culturales. Intervinculando la información se relacionan estas dos ramas, y así también con otras ciencias como se dijo antes.
Las evidencias que se manejan son principalmente fósiles de huesos, pero también herramientas líticas o huellas de pies como las de Laetoli, en Tanzania.

## Historia
El comienzo de la paleoantropología está unido al de la historia del Hombre de Neandertal, cuando en agosto de 1856 fue descubierto el espécimen que luego sería conocido como Neanderthal 1. El lugar fue la cueva Feldhofer en el valle del río Neander, en Alemania. Fue bautizado como Hombre de Neanderthal porque así se dice "valle del Neander" en alemán.
Los restos óseos fueron encontrados en una cantera cercana a la ciudad de Düsseldorf. Esos huesos fósiles eran un casquete craneal, dos fémures, los tres huesos del brazo derecho, dos del brazo izquierdo, parte del hueso ilíaco izquierdo, y fragmentos de la escápula y costillas. Encontrados por los trabajadores de la cantera, fueron dejados a un lado para que los viese un profesor local, naturalista amateur, llamado Johann Karl Fuhlrott. Él sospechó enseguida que esos huesos representaban piezas importantes del pasado de la humanidad, aunque no preveía que serían los primeros restos de homínidos de una especie diferente al Homo sapiens. El libro El origen de las especies, de Charles Darwin no había sido publicado todavía, saldría en 1859.
Fuhlrott envió una descripción del material al anatomista Hermann Schaaffhausen y el descubrimiento fue anunciado conjuntamente en 1857. Así comenzó el estudio de los homínidos fósiles y sus antepasados. Luego vendría la búsqueda sin fin del fantasma del eslabón perdido.

### Paleoantropología según los cazadores-recolectores
La visión de la antropología que predominaba en los años sesenta era la idea de que los cazadores-recolectores representaban a la gente que vivía durante la Edad de Piedra. Eran una especie de fósiles vivientes. Fue en la década de 1980 cuando los investigadores y los críticos se cuestionaron este punto de vista.
Esta idea de que las poblaciones vivieran aisladas de los pueblos productores y que consumían lo que la biocenosis les proporcionaba contradecía las hipótesis que hasta ese momento se aceptaban.
En el estudio de los pueblos primitivos, la etnografía se aplicaba a los análisis ideográficos, que proporcionaban informes de dichos pueblos y su vida social. La diferencia entre etnografía y prehistoria es que la etnografía deriva su conocimiento a partir de la observación y del contacto directo con el pueblo investigado, en cambio la prehistoria deriva su conocimiento a partir de los elementos que se encuentran dispersos.